# Zona zàping
El Zona Zàping, estilitzat com a ZONA ZÀPING o simplement ZZ, és un programa de televisió de TV3 emès per primer cop el 2004 que recull una selecció d’imatges esportives emeses a diferents canals de televisió, tant nacionals com internacionals. Aquestes imatges es caracteritzen per la seva espectacularitat, curiositat o interès informatiu, i permeten fer un repàs de l'actualitat esportiva, especialment relacionada amb el futbol i, molt sovint, amb el Barça. En definitiva, qualsevol contingut esportiu televisat que pugui captar l'atenció de l'espectador té cabuda al programa.
A més del recull de clips de diferents temes d'interès esportiu, també inclou seccions com "No te la fotis" (NTLF) que inclou reculls de pífies, caigudes i fails, i altres seccions d'esports extrems (descens BTT, wingsuit, esquí alpí, snowboard, surf, etc.) o simplement seccions que recullen trucs i jugades sorprenents de diferents esports, habitualment de futbol.
A l’inici o al final del programa, sovint s’inclouen paròdies o cançons interpretades per grups musicals convidats, com ara els Buhos, habitualment centrades en l’actualitat del Futbol Club Barcelona.